# Pieni Linnasaari (ö i S:t Michel, lat 61,52, long 28,62)
Pieni Linnasaari är en ö i Finland. Den ligger i sjön Pihlajavesi och i kommunen Puumala i den ekonomiska regionen  S:t Michel och landskapet Södra Savolax, i den södra delen av landet, 250 km nordost om huvudstaden Helsingfors. Öns area är 2,1 hektar och dess största längd är 320 meter i sydöst-nordvästlig riktning.